# Театр Стэнли

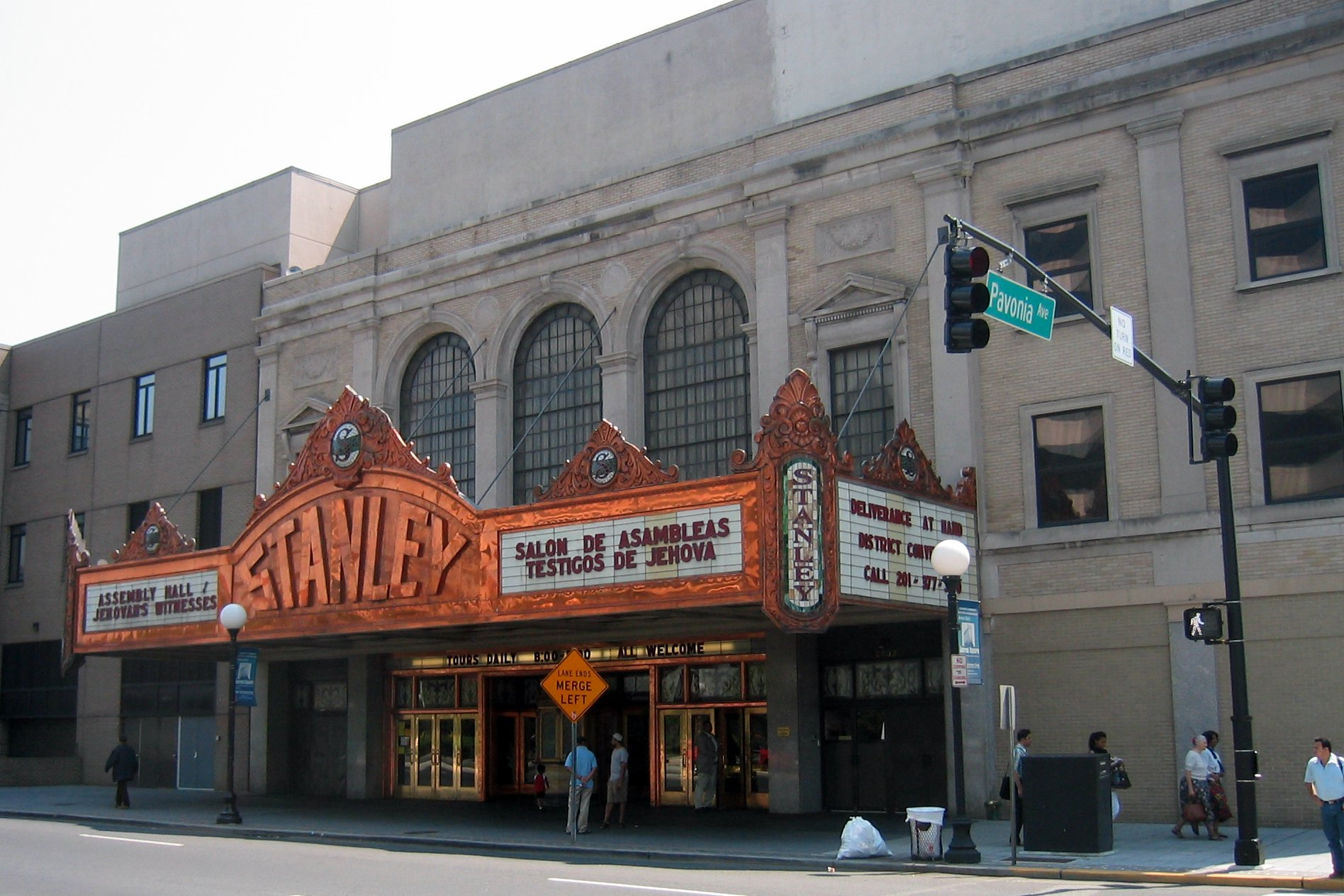
Театр Стэнли в 2006 году

Теа́тр Стэ́нли (англ. Stanley Theater) — театр в Джерси-Сити (штат Нью-Джерси, США). Построен в конце 1927 — начале 1928 года.
Является памятником истории, памятником архитектуры и культурным достоянием штата Нью-Джерси.
Вместимость зала — более 4000 человек. По данным собственника, в 2016 году посещаемость театра превышала 250 000 человек в год.

## История
Театр изначально являлся одним из самых больших кинотеатров, когда-либо построенных в Соединенных Штатах.
В театре выступали многие известные актёры, такие как Кэб Кэллоуэй, Перл Бэйли и её брат танцор Билл Бэйли, Дюпри Болтон, Дюк Эллингтон и другие. В стенах театра начиналась карьера многих местных джазовых исполнителей, ставших затем известными в США. В годы Второй мировой войны, как и многие другие театры, использовался для различных кампаний, направленных на поддержку войск США за рубежом.
В 1978 году был закрыт в связи с аварийным состоянием.
В 1983 году был выкуплен свидетелями Иеговы за 18 миллионов долларов.
Более чем 5500 добровольцев из числа свидетелей Иеговы ремонтировали здание в течение 9-месячного периода и с 1985 года оно используется ими как Зал конгрессов (место проведения крупных библейских семинаров).